# Pretty Boy Floyd
Charles Arthur Floyd (3 de febrero de 1904 - 22 de octubre de 1934), apodado Pretty Boy Floyd, fue un criminal y atracador de bancos estadounidense. Actuó en los estados del Oeste y del Centro, y sus hazañas delictivas recibieron una amplia cobertura en la prensa de la década de 1930. El público lo veía con buenos ojos porque se creía que durante los atracos quemaba documentos hipotecarios, liberando a muchas personas de sus deudas. Fue perseguido y asesinado por un grupo de agentes de la Oficina de Investigación (BOI, posteriormente rebautizada como FBI), dirigidos por Melvin Purvis. Los historiadores han especulado sobre qué agentes se encontraban en el lugar del suceso, pero los relatos documentan que los agentes locales Robert «Pete» Pyle y George Curran estuvieron presentes en su tiroteo mortal y también en su embalsamamiento. Floyd ha seguido siendo una figura familiar en la cultura popular estadounidense, a veces visto como notorio, otras veces retratado como una figura trágica, incluso como una víctima de los duros tiempos de la Gran Depresión en Estados Unidos. Muchos consideran a Floyd un ejemplo perfecto de antihéroe en la vida real.

## Primeros años
Floyd nació en Adairsville, Georgia, en 1904, hijo de Walter Lee Floyd y Mamie Helene (de apellido de soltera Echols). Su familia se trasladó en 1911 a Akins, Oklahoma, donde pasó su infancia y adolescencia. Fue detenido a los 18 años tras robar 3,50 dólares (ajustados a la inflación serían 50 dólares en 2024) de una oficina de correos local. Tres años más tarde, fue arrestado por un robo de nóminas el 16 de septiembre de 1925 en San Luis, Misuri, y fue condenado a cinco años de prisión. Cumplió tres años y medio antes de que se le concediera la libertad condicional.
Tras obtener la libertad, Floyd se asoció con varios delincuentes de los bajos fondos de Kansas City. Cometió una serie de atracos a bancos durante los años siguientes y fue durante este periodo cuando adquirió el apodo de «Pretty Boy». El origen del mote difiere según las versiones; una de ellas sostiene que Orville Drake le puso ese apodo porque se ponía una camisa de vestir blanca abotonada y pantalones de vestir para trabajar en los campos petrolíferos. Los hombres de la plataforma empezaron a llamarle «Pretty Boy», que más tarde se convirtió en «Pretty Boy Floyd». En otro relato, el encargado de la nómina en el atraco a la oficina de Kroger en San Luis en 1925 describió a uno de los atracadores como «un chico guapo con mejillas de manzana». Durante toda su vida, Floyd despreció su sobrenombre.
En 1929, era buscado en numerosos casos de atraco a mano armada. El 9 de marzo fue arrestado en Kansas City y nuevamente el 7 de mayo por vagabundeo y sospecha de bandolerismo, pero fue puesto en libertad al día siguiente. Dos días más tarde, fue detenido en Pueblo, Colorado, donde se le impuso una multa de 50 dólares y fue condenado a 60 días de cárcel. En 1930 llegó a Ohio, donde fue arrestado en Akron el 8 de marzo de 1930 bajo el alias de Frank Mitchell, acusado del asesinato de un oficial de policía que había muerto durante un robo esa misma noche. También pasó una noche en el calabozo el 20 de mayo por atraco a un banco y asesinato, y nuevamente por atraco en Sylvania el 24 de noviembre de 1930, siendo condenado a entre 12 y 15 años en la penitenciaría estatal de Ohio, de la que se fugó.
Floyd también fue sospechoso de las muertes de los hermanos Wally y Boll Ash, traficantes de ron que fueron encontrados calcinados en un coche en llamas el 25 de marzo de 1931 en Kansas City. Varios miembros de su banda asesinaron al patrullero R. H. Castner de Bowling Green, Ohio, el 23 de abril del mismo año, y el 22 de julio Floyd mató al agente federal Curtis C. Burke, así como al ex-sheriff Erv Kelley del condado de McIntosh, Oklahoma, el 7 de abril de 1932.
A pesar de su vida delictiva y las muertes dejadas por el camino, el público en general veía a Floyd con buenos ojos. Cuando robaba bancos, supuestamente destruía documentos hipotecarios, pero esto nunca se ha confirmado y puede ser un mito. Uno de los cuatro elementos del tipo folclórico estadounidense del «héroe forajido» es que la persona «roba a los ricos y da a los pobres»; Floyd es un ejemplo de persona histórica que se ha convertido en un héroe forajido con este elemento en el folclore. Floyd era protegido a menudo por los lugareños de Oklahoma, que se referían a él como «Robin Hood de las colinas Cookson».

## Masacre de Kansas City
Floyd y Adam Richetti se convirtieron en los principales sospechosos de un tiroteo conocido como la masacre de Kansas City, acontecido el 17 de junio de 1933, que se saldó con la muerte de cuatro agentes de la ley. John Edgar Hoover aprovechó el incidente para acusar a Floyd como uno de los implicados, aunque los historiadores están divididos en cuanto a si Floyd estuvo o no presente en el asesinato.
El ataque fue perpetrado por Vernon Miller y sus cómplices, en un intento por liberar a su socio, el atracador Frank «Jelly» Nash, mientras era escoltado de vuelta a prisión, fuera de la Union Station de Kansas City, Misuri. En el tiroteo, los agentes William Grooms y Frank Hermanson, el jefe de policía Otto Reed y el agente especial Ray Caffrey murieron. Nash también murió mientras estaba sentado en el coche, de un disparo en la cabeza efectuado por uno de sus presuntos salvadores. Otros dos policías de Kansas City sobrevivieron desplomándose hacia delante en el asiento trasero y fingiendo su muerte. Mientras los pistoleros inspeccionaban el coche, otro agente respondió desde la comisaría y disparó contra ellos, obligándoles a huir. Vernon Miller fue encontrado muerto el 27 de noviembre de 1933 en las afueras de Detroit, en Míchigan, tras haber sido golpeado y estrangulado.
Floyd y Richetti fueron presuntamente dos de los cómplices de Miller. Las pruebas contra ellos incluían su presencia en Kansas City en ese momento, testigos oculares que le identificaron en el lugar, la huella dactilar de Richetti recuperada de una botella de cerveza en el escondite de Miller y la firme defensa de Hoover de su culpabilidad. Alvin Karpis, otro atracador de bancos, afirmó que Floyd había confesado su participación. Sin embargo, el bandido que supuestamente era Floyd resultó herido de un disparo en el hombro durante el ataque, y el cuerpo de Floyd no presentaba signos de esta lesión cuando fue examinado posteriormente. La familia de Floyd ha mantenido que el gángster si bien admitió muchos otros crímenes, siempre negó vehementemente su implicación en este, al igual que Richetti.
La policía de Kansas City recibió una postal fechada el 30 de junio de 1933, procedente de Springfield, Misuri, que decía: «Estimados señores - Yo - Charles Floyd - quiero que se sepa que no participé en la masacre de oficiales en Kansas City. Charles Floyd». El departamento de policía creyó que la nota era auténtica. Al parecer, Floyd también negó su participación en la masacre a los agentes que le habían herido mortalmente. Además, un libro de 2002 sobre la masacre atribuye al menos parte de la matanza al fuego amigo de un agente de la ley que no estaba familiarizado con su arma, basándose en pruebas balísticas.

## Muerte
J. Edgar Hoover, director del BOI (organización antecesora del FBI), nombró a Floyd «Enemigo Público nº 1» tras la muerte de John Dillinger. La policía local y varios agentes federales dirigidos por Melvin Purvis, bajo la supervisión directa del inspector Samuel P. Cowley, dispararon a Floyd el 22 de octubre de 1934 en un campo de maíz en East Liverpool, Ohio. Las versiones difieren sobre quién le disparó y la forma en que fue asesinado.
Floyd y Richetti habían salido el 18 de octubre de Búfalo, Nueva York, y su vehículo chocó contra un poste telefónico en medio de una espesa niebla a las 3 de la madrugada del día siguiente. Nadie resultó herido, pero el coche quedó inutilizado, por lo que enviaron a dos compañeras a buscar una grúa. Planeaban que las mujeres acompañaran al conductor de la grúa a la ciudad y repararan el vehículo mientras ellos esperaban junto a la carretera.

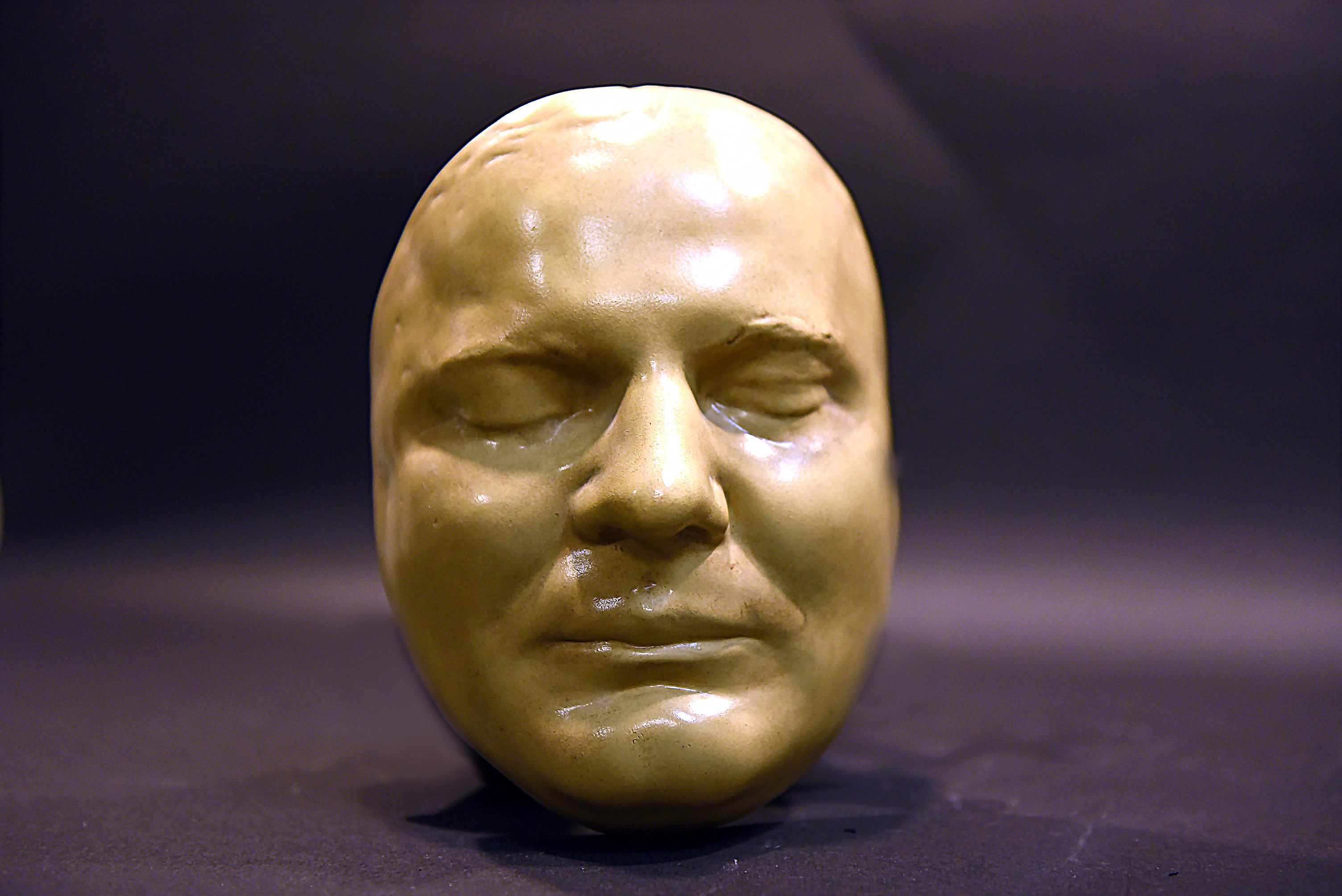
Máscara mortuoria de Pretty Boy Floyd.

En la mañana del 19 de octubre, el automovilista Joe Fryman y su yerno David O'Hanlon pasaron por el lugar y observaron a dos hombres vestidos de traje tirados junto a la carretera. Les pareció sospechoso e informaron al jefe de policía de Wellsville, John H. Fultz. Fultz investigó con los agentes Grover Potts y William Erwin. Richetti vio a los agentes de la ley y comenzó a correr hacia el bosque cercano, perseguido por dos oficiales, mientras Fultz se dirigía hacia Floyd. Floyd sacó inmediatamente su pistola y disparó. Durante el tiroteo, Fultz resultó herido en un pie y Potts en el hombro derecho. Floyd huyó al bosque. Tras conseguir la ayuda de otro policía local, Chester C. Smith, quien había servido como francotirador durante la Primera Guerra Mundial, el grupo de agentes reanudó la persecución y lograron detener a Richetti, pero Floyd siguió huyendo. La noticia de la búsqueda se difundió rápidamente. Se movilizó a la policía local de los alrededores y se envió rápidamente a un equipo de agentes de la BOI.
El 22 de octubre, Floyd consiguió que le llevaran hasta East Liverpool, Ohio, donde consiguió comida en un local de billar propiedad de su amigo Charles Joy. A partir de entonces, las versiones sobre su muerte difieren según los relatos de los agentes del BOI, las autoridades locales y los civiles localizados en las inmediaciones del suceso. Todos ellos coinciden en que Floyd se enfrentó a un grupo de agentes de la ley poco después de salir del billar e intentó huir a pie, quienes corrieron tras él, le dispararon y le hirieron. No obstante, la autoría de quienes fueron los responsables de su muerte sigue siendo discutida.
Según el agente especial Winfred E. Hopton, solo los agentes de la BOI participaron en el enfrentamiento final con Floyd, y las fuerzas del orden locales llegaron más tarde. Los relatos de la BOI afirman que cuatro de sus agentes (Hopton, Samuel K. McKee Jr. y David E. Hall, dirigidos por Purvis), y cuatro miembros del Departamento de Policía de East Liverpool (Herman H. Roth, Jr., Chester C. Smith, y Glenn G. Montgomery, dirigidos por el jefe de policía Hugh J. McDermott), estaban registrando la zona al sur de Clarkson, en dos coches patrulla. Vieron un coche moverse por detrás de un campo de maíz y luego retroceder. Floyd salió entonces del coche y sacó una pistola del calibre 45, y los agentes de la BOI abrieron fuego. Al parecer, Floyd dijo: «Estoy acabado. Me habéis dado dos veces».
Un informe periodístico de la época contradice los hechos y afirma que Floyd se arrastró fuera del maizal hacia el automóvil de Dyke y luego cambió de dirección hacia una cresta boscosa. Purvis gritó que se detuviera pero Floyd continuó corriendo, por lo que dio la orden de abrir fuego contra el criminal, que fue herido mortalmente por cuatro impactos de bala en la espalda. Mientras se desangraba, los agentes le colocaron las esposas y Purvis se acercó con él para interrogarle sobre la masacre de Kansas City, sin resultado. Floyd, por su parte, se limitó a preguntar dónde estaba Eddie, refiriéndose a Adam Richetti. Luego dijo unas últimas palabras que Purvis no reveló.
El capitán retirado de la policía de East Liverpool, Chester Smith, describió los hechos de forma diferente en un número de 1979 de la revista Time. Se le atribuyó haber disparado primero a Floyd, y declaró que había herido deliberadamente a Floyd pero no le había matado. «Sabía que Purvis no podía darle, así que lo abatí con dos disparos de mi rifle Winchester del 32». Según el relato de Smith, Floyd cayó y no recuperó el equilibrio, por lo que Smith le desarmó. En ese momento, Purvis se acercó corriendo y ordenó: «Aléjate de ese hombre. Quiero hablar con él». Purvis interrogó brevemente a Floyd y recibió maldiciones como respuesta, por lo que ordenó al agente Herman Hollis que «disparara contra él». Hollis disparó entonces a Floyd a quemarropa con un subfusil, matándolo. El entrevistador preguntó si hubo encubrimiento por parte del FBI, y Smith respondió: «Claro que sí, porque no querían que se supiera que lo habían matado así».
El agente del FBI Winfred E. Hopton rebatió la afirmación de Smith en una carta a los editores de Time, publicada en el número del 19 de noviembre de 1979. Afirmó que él era uno de los cuatro agentes de la BOI presentes cuando Floyd fue asesinado en una granja a varios kilómetros de East Liverpool. Según Hopton, los miembros del departamento de policía de East Liverpool no llegaron hasta que Floyd ya estaba herido de muerte. También afirmó que, cuando los cuatro agentes se enfrentaron a Floyd, este se giró para dispararles, y dos de los cuatro le mataron al instante. Según el relato de Smith, Herman Hollis disparó al herido Floyd por orden de Purvis, pero Hopton afirmó que Hollis ni siquiera estaba presente. Al menos otra fuente desacredita la versión de Smith, afirmando que, aunque la historia de Smith recibió amplia difusión, Hollis no se encontraba en el huerto aquella tarde. El perfil de Hollis en el FBI no menciona su participación en este incidente. Hopton también declaró que el cuerpo de Floyd fue transportado de vuelta a East Liverpool en el propio coche de Hopton. En un memorándum del 29 de octubre, Hoover dio instrucciones a su ayudante, Edward Allan Tamm, para que enviara los efectos personales de Floyd a su madre, una vez terminaron de fotografiar el reloj de bolsillo de Floyd. Este reloj tenía la particularidad de contar con una leontina y diez muescas grabadas en él, supuestamente por diez personas que Floyd había matado durante su carrera delictiva.
El cuerpo de Floyd fue embalsamado y velado brevemente en la funeraria Sturgis de East Liverpool, antes de ser enviado a Oklahoma, donde su cuerpo fue expuesto al público en Sallisaw. A su funeral asistieron entre 20.000 y 40.000 personas y sigue siendo el mayor funeral de la historia de Oklahoma. Fue enterrado en Akins, Oklahoma.